# تاکویا کاواگوچی
تاکویا کاواگوچی (انگلیسی: Takuya Kawaguchi؛ زادهٔ ۱۱ اکتبر ۱۹۷۸) بازیکن فوتبال اهل ژاپن است.
از باشگاه‌هایی که در آن بازی کرده‌است می‌توان به باشگاه فوتبال توکیو وردی و باشگاه فوتبال کونسادول ساپورو اشاره کرد.
وی همچنین در تیم ملی فوتبال زیر ۱۷ سال ژاپن بازی کرده‌است.